# Rio Călmățui (Brăila)
O Rio Călmăţui é um rio da Romênia, afluente do Rio Danúbio, localizado nos distritos de Buzău e Brăila.